# Буэнза
Буэнза (фр. Bouenza) — департамент в Республике Конго. Граничит с департаментами Лекуму, Ниари и Пул и с Демократической Республикой Конго. Площадь — 12 265 км². Население на 2010 год — 319 570 человек. Плотность — 26,06 человек/км². Естественный прирост — 2,5 %. Административный центр — город Мадингу.

## Население
Динамика изменения численности населения:
| Год  | Население |
| ---- | --------- |
| 1984 | 194 977   |
| 1996 | 236 566   |
| 2006 | 292 785   |
| 2010 | 319 570   |

## Административное деление
Буэнза подразделяется на 1 коммуну и 10 округов:
- Коммуны:
  - Нкайи (71 620 человек).
- Округа:
  - Боко-Сонгхо (12 575 человек).
  - Каес (13 123 человека).
  - Кингуе (11 910 человек).
  - Лоудима (32 775 человек).
  - Мабомбо (11 839 человек).
  - Мадингу (62 800 человек).
  - Мойондзи (36 815 человек).
  - Мфоуати (29 931 человек).
  - Тсиаки (11 315 человек).
  - Ямба (14 370 человек).